# Cừu đầu đen Ba Tư

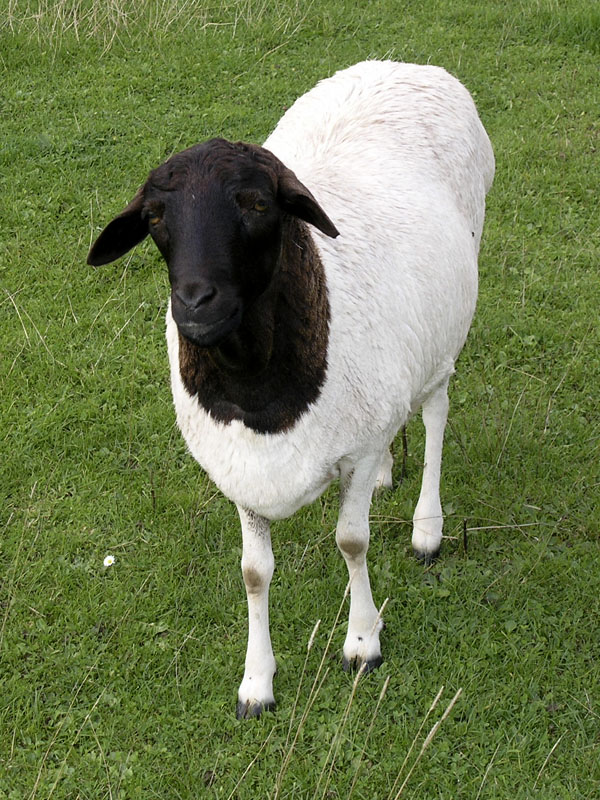
Cừu đầu đen Ba Tư

Cừu đầu đen Ba Tư (hay còn được gọi là Swartkoppersie) là một giống cừu nhà đuôi mỡ có xuất xứ từ châu Phi. Phát tích ban đầu của chúng là từ Somalia (vùng dân Somali của vùng sừng châu Phi) và một hậu duệ trực tiếp của những con cừu Somali. Chúng không mọc len và chịu nhiệt tốt hơn so với các giống lấy len và được nuôi chủ yếu để lấy thịt cừu. Giống cừu Dorper được công nhận là một trong những giống cừu phổ biến nhất ở Nam Phi. Là một giống cừu khỏe mạnh, bắt đầu nghiên cứu từ những năm 1930, được lai tạo giữa cừu Black-headed Persian và cừu Dorset Horn, ngày nay với những đặc điểm nổi trội, hậu duệ của giống cừu Ba Tư này đã trở nên phổ biến ở nhiều quốc gia trên thế giới.

## Lịch sử
Mặc dù tên của nó là cừu Ba Tư nhưng có nguồn gốc ở Somalia và đã được nhập khẩu vào Nam Phi vào khoảng năm 1870. Đến năm 1930 đã có 4.000 con vật đã đăng ký. Nó được lai với các giống địa phương và cũng đã được "cải thiện" bằng cách lai nó với các giống như cừu Dorper. Trong năm 1950 có được ước tính là hai triệu Cừu đầu đen Ba Tư ở Nam Phi, và chúng cũng đã được du nhập vào Kenya, Tanzania, Ethiopia và Ghana. Kể từ đó nó đã nhập khẩu vào khu vực Caribbe, Trung Mỹ và Nam Mỹ cho mục đích lai tạo. 

## Đặc điểm
Cừu Ba Tư toàn thân màu trắng và một cái đầu hoàn toàn đen, cả hai giới đều thiếu sừng. Nó có một cái đầu đen, với đôi tai dài rủ xuống, và một cái cổ màu đen và một cơ thể màu trắng, với một đường phân định ranh giới rõ ràng hai màu. Mông và gốc đuôi có một sự tích tụ của chất béo vì vậy chúng thuộc nhóm cừu đuôi béo. 

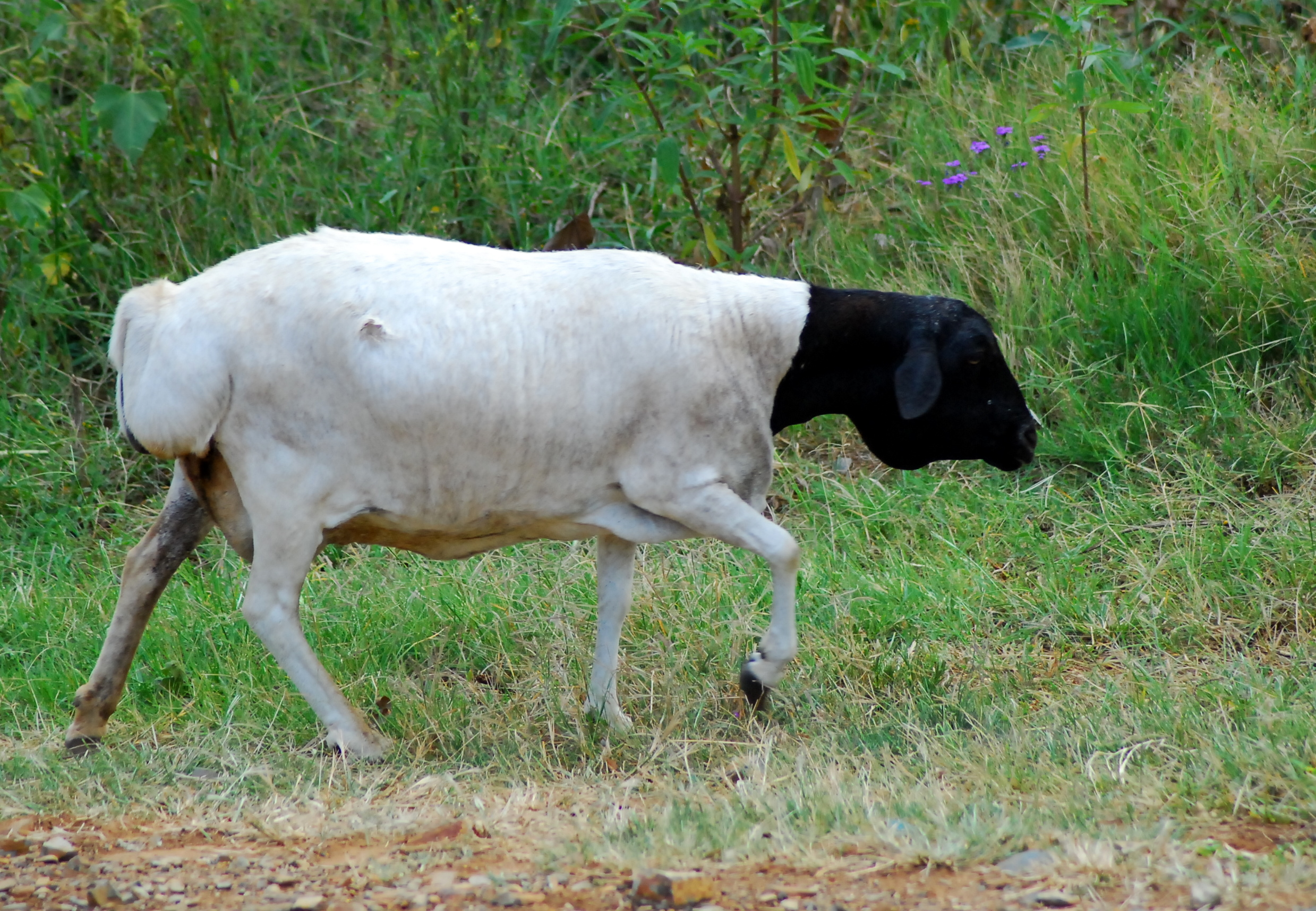
Cừu đầu đen Ba Tư

Các giống được lai tạo đặc biệt cho số lượng lớn các chất béo được lưu trữ trong khu vực đuôi đó đã cho khả năng phục hồi trong điều kiện khô hạn và được đánh giá cao về ẩm thực. Tính trung bình tại thời điểm sinh sản, cừu đực nặng 68 kg (150 lb) và cừu cái 52 kg (115 lb). Khi sinh ra, cừu đực và con cừu cái nặng khoảng 2,6 kg (5,7 lb). Cừu cho sữa trong khoảng 84 ngày, sản xuất 50 kg (110 lb) sữa với 5,9% chất béo.
Trán chúng phẳng, xương mũi lồi ra, chúng có hố nước mắt, mõm của chúng mỏng, môi hoạt động, răng cửa sắc, nhờ đó chúng có thể gặm được cỏ mọc thấp và bứt được những lá thân cây mềm mại, hợp khẩu vị trên cao để ăn. Chúng có thói quen đi kiếm ăn theo bầy đàn, tạo thành nhóm lớn trên đồng cỏ. Trong da chúng có nhiều tuyến mồ hôi và tuyến mỡ hơn dê. Bởi thế chúng bài tiết mồ hôi nhiều hơn và các cơ quan hô hấp tham gia tích cực hơn vào quá trình điều tiết nhiệt.

## Chăn nuôi
Chúng có tính bầy đàn cao nên dễ quản lý, chúng thường đi kiếm ăn theo đàn nên việc chăm sóc và quản lý rất thuận lợi. Chúng cũng là loài dễ nuôi, mau lớn, ít tốn công chăm sóc. So với chăn nuôi bò thì chúng là vật nuôi dễ tính hơn, thức ăn của chúng rất đa dạng, thức ăn của chúng là những loại không cạnh tranh với lương thực của người. Chúng là động vật có vú ăn rất nhiều cỏ. 

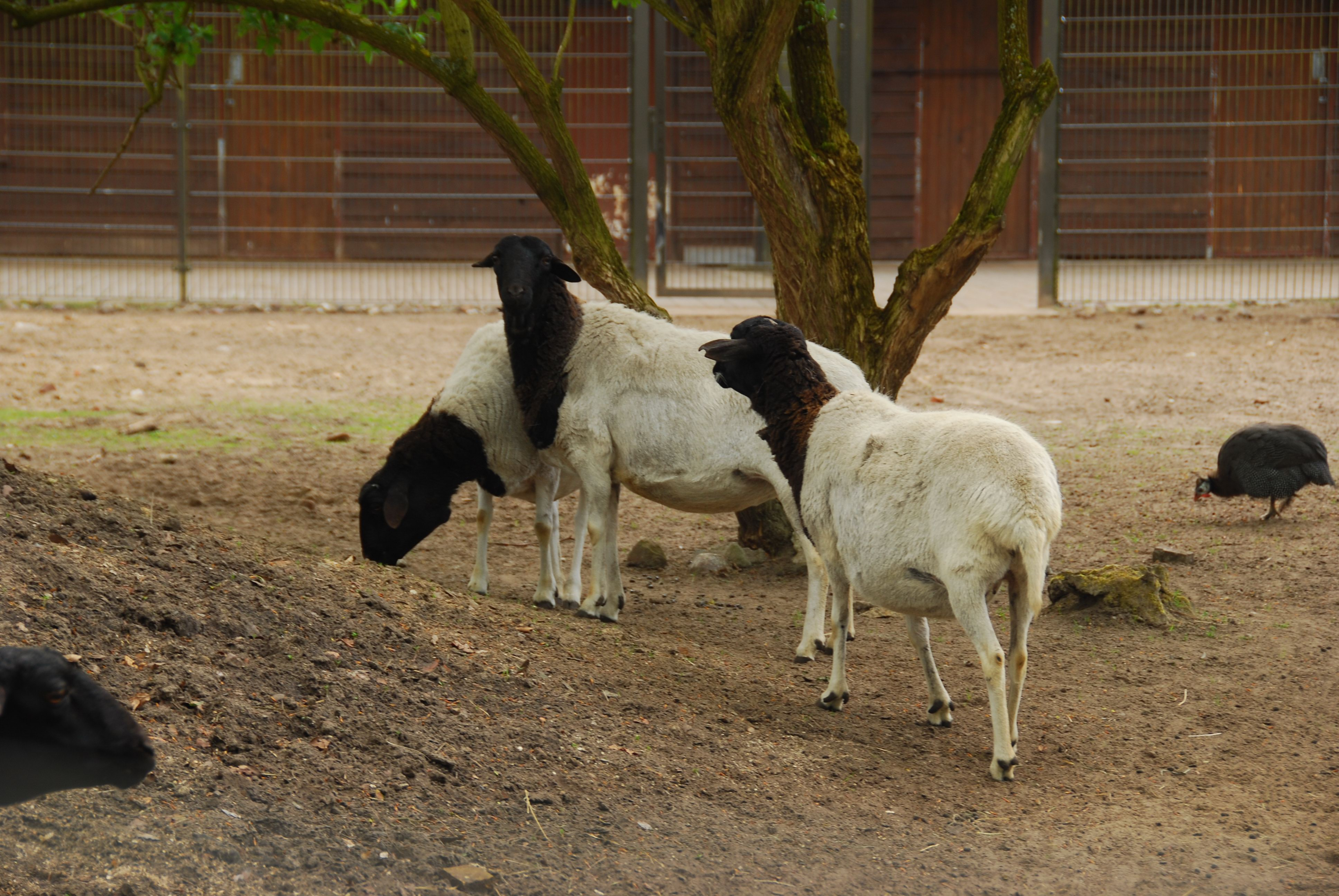

Hầu hết chúng gặm cỏ và ăn các loại cỏ khô khác, tránh các phần thực vật có gỗ nhiều. Chúng có chế độ hoạt động ban ngày, ăn từ sáng đến tối, thỉnh thoảng dừng lại để nghỉ ngơi và nhai lại. Đồng cỏ lý tưởng cho chúng như cỏ và cây họ Đậu. Khác với thức ăn gia súc, thức ăn chính của chúng trong mùa đông là cỏ khô.
Chúng là loài ăn tạp, có thể ăn được nhiều loại thức ăn bao gồm thức ăn thô xanh các loại như: rơm cỏ tươi, khô, rau, củ quả bầu bí các loại, phế phụ phẩm công nông nghiệp và các loại thức ăn tinh bổ sung như cám gạo ngũ cốc. Mỗi ngày chúng có thể ăn được một lượng thức ăn 15-20% thể trọng. Chúng cần một lượng thức ăn tính theo vật chất khô bằng 3,5% thể trọng. Với nhu cầu 65% vật chất khô từ thức ăn thô xanh (0,91 kg) và 35% vật chất khô từ thức ăn tinh (0,49 kg). Khi cho chúng ăn loại thức ăn thô xanh chứa 20% vật chất khô và thức ăn tinh chứa 90% vật chất khô.
Nguồn nước uống là nhu cầu cơ bản của chúng. Lượng nước cần cho chúng biến động theo mùa và loại và chất lượng thực phẩm mà chúng tiêu thụ. Khi chúng ăn nhiều trong các tháng đầu tiên và có mưa (kể cả sương, khi chúng ăn vào sáng sớm), chúng cần ít nước hơn. Khi chúng ăn nhiều cỏ khô thì chúng cần nhiều nước. Chúng cũng cần uống nước sạch, và có thể không uống nếu nước có tảo hoặc chất cặn. Trong một số khẩu phần ăn của chúng cũng bao gồm các khoáng chất, hoặc trộn với lượng ít.

## Chăm sóc
Sau khi cho phối giống 16-17 ngày mà không có biểu hiện động dục lại là có thể cừu đã có chửa, Căn cứ vào ngày phối giống để chuẩn bị đỡ đẻ cho cừu (thời gian mang thai của cừu 146-150 ngày) nhằm hạn chế cừu sơ sinh bị chết; Có thể bồi dưỡng thêm thức ăn tinh và rau cỏ non cho cừu có chửa nhưng tuyệt đối tránh thức ăn hôi mốc; Khi có dấu hiệu sắp đẻ (bầu vú căng, xuống sữa, sụt mông, âm hộ sưng to, dịch nhờn chảy ra, cào bới sàn...) nên nhốt ở chuồng riêng có lót ổ rơm và chăn dắt gần, tránh đồi dốc.
Thông thường cừu mẹ nằm đẻ nhưng cũng có trường hợp đứng đẻ, tốt nhất nên chuẩn bị đỡ đẻ cho cừu; Sau khi đẻ cừu mẹ tự liếm cho con. Tuy nhiên, vẫn phải lấy khăn sạch lau khô cho cừu con, nhất là ở miệng và mũi cho cừu con dễ thở. Lấy chỉ sạch buộc cuống rốn (cách rốn 4–5 cm), cắt cuống rốn cho cừu con và dùng cồn Iod để sát trùng; Giúp cừu con sơ sinh đứng dậy bú sữa đầu càng sớm càng tốt (vì trong sữa đầu có nhiều kháng thể tự nhiên); Đẻ xong cho cừu mẹ uống nước thoải mái (có pha đường 1% hoặc muối 0.5%).
Cừu con trong 10 ngày đầu sau khi đẻ cừu con bú sữa mẹ tự do; Từ 11-21 ngày tuổi cừu con bú mẹ 3 lần/ngày, nên tập cho cừu con ăn thêm thức ăn tinh và cỏ non, ngon; 80-90 ngày tuổi có thể cai sữa. Giai đoạn này phải có cỏ tươi non, ngon cho cừu con để kích thích bộ máy tiêu hóa phát triển (đặc biệt là dạ cỏ) và bù đắp lượng dinh dưỡng thiếu hụt do sữa mẹ cung cấp không đủ; Cừu sinh trưởng và phát triển nhanh, mạnh ở giai đoạn này.